# Peter Monau
Peter Monau (lateinisch Petrus Monavius) (* 9. April 1551 in Breslau, Fürstentum Breslau; † 12. Mai 1588 in Prag, Königreich Böhmen) war Leibarzt des Kaisers Rudolf II.

## Leben
Er war der Sohn des Stenzel Monau († 31. Januar 1557) und der jüngere Bruder von Jakob Monau. Nach mehrjährigen Studien in Wittenberg (1569) und Heidelberg (1573) widmete er sich in Padua, wo er sich am 24. Oktober 1575 immatrikulierte, der Medizin. Nachdem er in Basel am 20. April 1578 von Felix Platter mit der Arbeit De dentium affectibus (der ältesten zur Stomatologie) zum Doktor der Medizin promoviert worden war, ließ er sich in seiner Heimatstadt Breslau als Arzt nieder.
1580 wurde er auf Empfehlung von Johann Crato von Krafftheim Archiater Caesareus Leibarzt des Kaisers Rudolf II.
Um 1584 stand er mit dem Heidelberger Orientalisten Jakob Christmann und dem Augsburger Rektor David Höschel in Verbindung.

## Veröffentlichungen
- Consiliorum et epistolarum medicinalium liber; Frankfurt, 1591, mit Johannes Crato († 1585)[7]